# Tony Amonte
Anthony Lewis „Tony“ Amonte (* 2. August 1970 in Hingham, Massachusetts) ist ein ehemaliger US-amerikanischer Eishockeyspieler und derzeitiger -trainer italienischer Abstammung, der im Verlauf seiner aktiven Karriere zwischen 1989 und 2007 unter anderem 1273 Spiele für die New York Rangers, Chicago Blackhawks, Phoenix Coyotes, Philadelphia Flyers und Calgary Flames in der National Hockey League auf der Position des rechten Flügelstürmers bestritten hat. Amonte, der im Jahr 2009 in Anerkennung seiner Verdienste um den Eishockeysport in den Vereinigten Staaten in die United States Hockey Hall of Fame aufgenommen wurde, gewann mit der Nationalmannschaft der Vereinigten Staaten den World Cup of Hockey 1996. Seit 2010 arbeitet er als Trainer im High-School-Eishockeyprogramm der Thayer Academy. Sein Cousin Charlie Coyle ist ebenfalls professioneller Eishockeyspieler.

## Karriere
Amonte spielte zu seiner High-School-Zeit für die Thayer Academy gemeinsam mit seinem Freund Jeremy Roenick. Zu dieser Zeit sicherten sich die New York Rangers die Rechte an ihm beim NHL Entry Draft 1988 in der vierten Runde, als sie hin als 68 auswählten. Er wechselte auf die Boston University und spielte auch dort beim Uni-Team, den Terriers, zwei gute Jahre. In dieser Zeit vertrat er die USA auch bei zwei Junioren-Weltmeisterschaften. Zwei Tage nachdem er 1991 das Finale um die NCAA-Meisterschaft in der dritten Overtime verloren hatte, unterzeichnete er seinen ersten Profivertrag bei den Rangers. So holten ihn die Rangers 1991 auch noch für die NHL zu zwei Playoff-Spielen, in denen er zwei Tore vorlegte.
Ab der Saison 1991/92 spielte er dann vollständig in der NHL und in seiner Rookiesaison konnte er mit 35 Toren und 69 Punkte die Aufmerksamkeit auf sich richten. Bei der Wahl zur Calder Memorial Trophy für den besten Neuling der Liga belegte er den dritten Platz hinter Pawel Bure und Nicklas Lidström. Im folgenden Jahr profitierte er davon mit Mark Messier in einer Reihe spielen zu dürfen. Er steigerte seine Bestmarke auf 76 Punkte. In den Jahren, in denen die Rangers die Playoffs verpassten, war Amonte auch immer wieder ein Thema für die US-amerikanische Nationalmannschaft. Er spielte bei den Weltmeisterschaften 1991 und 1993.
Kurz vor Ende der Saison 1993/94 gaben die Rangers ihn mit Nachwuchsspieler Matt Oates an die Chicago Blackhawks ab, während Stéphane Matteau und Brian Noonan nach New York wechselten. So verpasste er den Gewinn des Stanley Cups mit den Rangers, erhielt aber in Chicago, wo er wieder auf seinen Freund Jeremy Roenick traf, die Möglichkeit, sich zu einem der Topscorer der Liga zu entwickeln. Doch zuvor streikte die NHL und Amonte spielte Ende 1994 einige Spiele für den SHC Fassa Levoni in Italien. In Chicago erzielte er bis 2001 jedes Jahr über 30 Tore. Seine beste Saison war 1999/2000, als er 43 Tore und 84 Punkte erzielte.
In seine Zeit in Chicago fallen auch sein Einsatz beim World Cup of Hockey 1996, bei dem Amonte das entscheidende Tor zum Gewinn der Goldmedaille erzielte, die Olympischen Winterspiele 1998 in Nagano sowie die Olympischen Winterspiele 2002 in Salt Lake City, bei denen er mit dem US-Team die Silbermedaille gewinnen konnte.
Nach neun Jahren in Chicago war Amonte auf der Suche nach einem lukrativen Vertrag und zur Saison 2002/03 verpflichteten ihn die Phoenix Coyotes. Doch schon vor Ende der Saison gaben die Coyotes Amonte, der die Erwartungen nicht erfüllen konnte, an die Philadelphia Flyers ab. Dort kreuzte sich sein Weg erneut mit dem von Jeremy Roenick. Er erzielte in der Saison 2003/04 wieder 20 Tore. Im Sommer 2005 unterzeichnete er einen Vertrag bei den Calgary Flames. Dort erzielte er Ende 2005 sein 400. Tor in der NHL.

## Erfolge und Auszeichnungen
| - 1990 Hockey East All-Rookie-Team - 1991 Lamoriello-Trophy-Gewinn mit der Boston University - 1991 Hockey East Second All-Star-Team - 1991 NCAA Championship All-Tournament-Team - 1991 NHL-Rookie des Monats Oktober - 1992 NHL All-Rookie Team | - 1997 Teilnahme am NHL All-Star Game - 1998 Teilnahme am NHL All-Star Game - 1999 Teilnahme am NHL All-Star Game - 2000 Teilnahme am NHL All-Star Game - 2001 Teilnahme am NHL All-Star Game - 2009 Aufnahme in die United States Hockey Hall of Fame |

### International
- 1996 Goldmedaille beim World Cup of Hockey
- 2002 Silbermedaille bei den Olympischen Winterspielen

## Karrierestatistik

### International
Vertrat die USA bei:
| - Junioren-Weltmeisterschaft 1989 - Junioren-Weltmeisterschaft 1990 - Weltmeisterschaft 1991 - Weltmeisterschaft 1993 | - World Cup of Hockey 1996 - Olympischen Winterspielen 1998 - Olympischen Winterspielen 2002 - World Cup of Hockey 2004 |

(Legende zur Spielerstatistik: Sp oder GP = absolvierte Spiele; T oder G = erzielte Tore; V oder A = erzielte Assists; Pkt oder Pts = erzielte Scorerpunkte; SM oder PIM = erhaltene Strafminuten; +/− = Plus/Minus-Bilanz; PP = erzielte Überzahltore; SH = erzielte Unterzahltore; GW = erzielte Siegtore; 1 Play-downs/Relegation; Kursiv: Statistik nicht vollständig)